# Childerik II

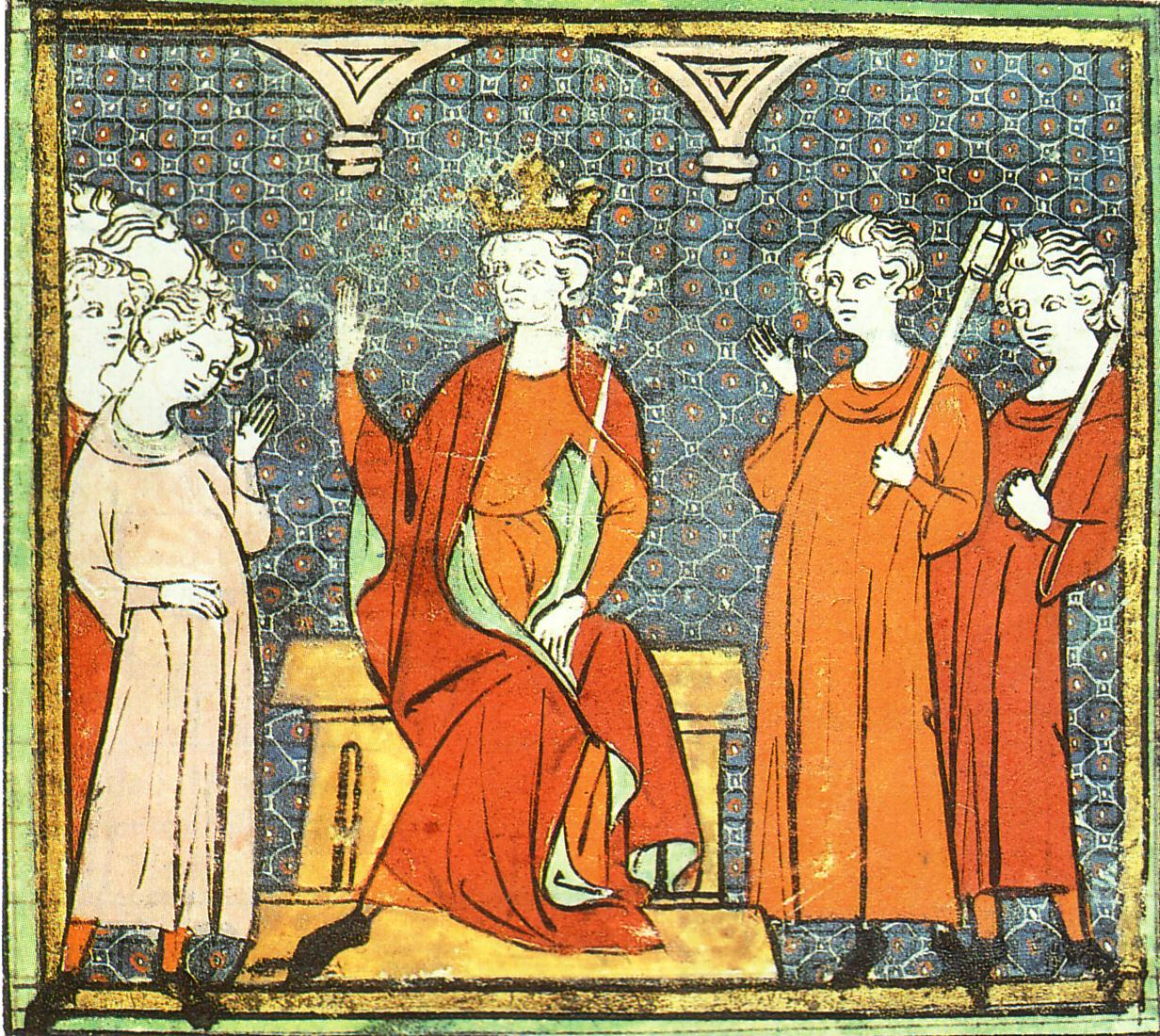
Avbildning av Childerik II i Grandes Chroniques de France från 1300-talet.

Childerik II (född cirka 653, död 675) frankisk merovingisk kung av Austrasien. Son till Klodvig II. Far till Chilperik II
Childerik II utropades 662, medan fortfarande bara var ett barn, till kung av Austrasien, samtidigt som hans bror Klodvig III var kung över de andra frankiska kungadömena Neustrien och Burgund. Vid broderns död 673 blev Childerik II kung över hela frankerriket men kom snart på kollisionskurs med adeln i Neustrien och blev mördad under en jakttur. Han begravdes i Saint-Germain-des-Prés nära Paris.